# مامفرد اند سانز
مامفرد اند سانز (به انگلیسی: Mumford & Sons) گروه موسیقی فولک راک انگلیسی است. این گروه متشکل از ۴ نوازندهٔ حرفه‌ای گیتار و ماندولین شامل مارکوس مامفرد (خواننده، گیتاریست، درامر و ماندولیننواز)، بن لاوت (خواننده، کیبرد و درامر)، «کانتری» وینستون مارشال (گیتاریست) و تد دووین (گیتار باس) می‌باشد.
این گروه در دسامبر سال ۲۰۰۷ شکل گرفت، و از موسیقی فولک‌راک غرب لندن و هنرمندانی مانند لارا مارلینگ، جانی فلین و نوا اند د ویل الهام گرفت.

## آلبوم‌ها
این گروه در سال ۲۰۱۲ پس از اجراهای متفاوت در ایالات متحده به شهرت دست‌یافت. اولین آلبوم خود را با نام دیگر آه مکش در اکتبر سال ۲۰۰۹ عرضه کردند که بیش از یک میلیون نسخه از آن در آمریکا و انگلستان در همان سال به فروش رفت و تا سال ۲۰۱۲ فروش آن در آمریکا به ۲٫۴ میلیون نسخه رسید.
بابل، دومین آلبوم استودیویی این گروه در ۲۱ سپتامبر ۲۰۱۲ میلادی در کشورهای آلمان، بلژیک، هلند، لوگزامبورگ، ایرلند، اتریش، نیوزیلند و نروژ و در ۲۵ سپتامبر در دیگر کشورهای اروپایی و آمریکا و کانادا انتشار یافت. این آلبوم در جدول موسیقی آلبوم‌های بریتانیا و بیلبورد ۲۰۰ رتبهٔ اول را اختیار کرد. این آلبوم در انگلستان به پرفروش‌ترین آلبوم سال ۲۰۱۲ تبدیل‌شد که در اولین هفته‌اش بیش از ۱۶۰٫۰۰۰ کپی از آن به‌فروش رفت و در آمریکا نیز با فروشی بیش ار ۶۰۰٫۰۰۰ کپی در اولین هفته به بزرگ‌ترین آلبوم فروخته‌شده در همان زمان نسبت به تمام آلبوم‌های دیگر تبدیل شد. هر دو آلبوم این گروه توسط مارکوس دریوز تهیه‌شده‌اند. این گروه به خاطر آلبوم بابل جایزه گرمی برای بهترین آلبوم سال برنده شد.
| سال  | عنوان       | رتبه در جدول | رتبه در جدول | رتبه در جدول | رتبه در جدول | رتبه در جدول | یادداشت                      |
| سال  | عنوان       | DE           | AT           | CH           | UK           | US           | یادداشت                      |
| ---- | ----------- | ------------ | ------------ | ------------ | ------------ | ------------ | ---------------------------- |
| ۲۰۰۹ | دیگر آه مکش | ۲۹           | ۲۶           | ۲۱           | ۲            | ۲            | منتشر شده در ۵ اکتبر ۲۰۰۹    |
| ۲۰۱۲ | بابل        | ۲            | ۲            | ۲            | ۱            | ۱            | منتشر شده در ۲۱ سپتامبر ۲۰۱۲ |
| ۲۰۱۵ | ذهن متحیرتر |              |              |              |              |              | منتشر شده در ۴ مه ۲۰۱۵       |
| ۲    | دلتا        |              |              |              |              |              | منتشر شده در ۱۶ نوامبر ۲۰۱۸  |

## جوایز

### جوایز موسیقی آمریکا
| سال  | نامزدی / اثر    | جایزه           | نتیجه    |
| ---- | --------------- | --------------- | -------- |
| ۲۰۱۱ | مامفرد اند سانز | بهترین گروه راک | نامزدشده |

### جوایز موسیقی آریا
| سال  | نامزدی / اثر    | جایزه                      | نتیجه |
| ---- | --------------- | -------------------------- | ----- |
| ۲۰۱۲ | مامفرد اند سانز | مشهورترین هنرمند بین‌المللی | برنده |

### جوایز موسیقی بیلبورد
| سال  | نامزدی / اثر      | جایزه                  | نتیجه    |
| ---- | ----------------- | ---------------------- | -------- |
| ۲۰۱۱ | دیگر آه مکش       | بهترین آلبوم راک       | برنده    |
| ۲۰۱۱ | دیگر آه مکش       | بهترین آلبوم آلترناتیو | برنده    |
| ۲۰۱۱ | "Little Lion Man" | بهترین ترانهٔ راک       | نامزدشده |
| ۲۰۱۱ | "Little Lion Man" | بهترین ترانهٔ آلترناتیو | نامزدشده |
| ۲۰۱۱ | "The Cave"        | بهترین ترانهٔ آلترناتیو | نامزدشده |
| ۲۰۱۱ | مامفرد اند سانز   | بهترین گروه راک        | نامزدشده |
| ۲۰۱۱ | مامفرد اند سانز   | بهترین گروه آلترناتیو  | برنده    |

### جوایز بریت
| سال  | نامزدی / اثر    | جایزه                  | نتیجه    |
| ---- | --------------- | ---------------------- | -------- |
| ۲۰۱۱ | مامفرد اند سانز | بهترین گروه بریتانیایی | نامزدشده |
| ۲۰۱۱ | مامفرد اند سانز | بهترین اثر             | نامزدشده |
| ۲۰۱۱ | دیگر آه مکش     | آلبوم بریتانیایی سال   | برنده    |

### جوایز گرمی
| سال  | نامزدی / اثر      | جایزه                                      | نتیجه    |
| ---- | ----------------- | ------------------------------------------ | -------- |
| ۲۰۱۱ | مامفرد اند سانز   | بهترین هنرمند جدید                         | نامزدشده |
| ۲۰۱۱ | "Little Lion Man" | بهترین ترانهٔ راک                           | نامزدشده |
| ۲۰۱۲ | "The Cave"        | ترانهٔ سال                                  | نامزدشده |
| ۲۰۱۲ | "The Cave"        | ترانهٔ سال                                  | نامزدشده |
| ۲۰۱۲ | "The Cave"        | بهترین اجرای راک                           | نامزدشده |
| ۲۰۱۲ | "The Cave"        | بهترین ترانهٔ راک                           | نامزدشده |
| ۲۰۱۳ | بابل              | آلبوم سال                                  | برنده    |
| ۲۰۱۳ | بابل              | بهترین آلبوم آمریکا                        | نامزدشده |
| ۲۰۱۳ | "صبر خواهم نمود"  | بهترین اجرای راک                           | نامزدشده |
| ۲۰۱۳ | "صبر خواهم نمود"  | بهترین اجرای راک                           | نامزدشده |
| ۲۰۱۳ | "مرا درست بشناس"  | بهترین ترانهٔ نوشته‌شده برای رسانه‌های تصویری | نامزدشده |
| ۲۰۱۳ | بیگ ایزی اکسپرس   | بهترین موزیک ویدیوی طولانی                 | برنده    |

### جوایز موسیقی ام‌تی‌وی
| سال  | نامزدی / اثر      | جایزه             | نتیجه    |
| ---- | ----------------- | ----------------- | -------- |
| ۲۰۱۲ | "Little Lion Man" | بهترین اثر        | نامزدشده |
| ۲۰۱۱ | "The Cave"        | بهترین موسیقی راک | نامزدشده |

### جوایز ان‌ام‌ای
| سال  | نامزدی / اثر    | جایزه            | نتیجه    |
| ---- | --------------- | ---------------- | -------- |
| ۲۰۱۲ | مامفرد اند سانز | بهترین گروه جدید | نامزدشده |

### جوایز کیو
| سال  | نامزدی / اثر    | جایزه            | نتیجه    |
| ---- | --------------- | ---------------- | -------- |
| ۲۰۱۲ | مامفرد اند سانز | بهترین گروه جدید | برنده    |
| ۲۰۱۲ | "The Cave"      | بهترین ترانه     | نامزدشده |